# Vitis popenoei
Vitis popenoei là một loài thực vật hai lá mầm trong họ Nho. Loài này được Fennell miêu tả khoa học đầu tiên năm 1940.